# BMI Film & TV Awards 1996
Die Verleihung der BMI Film & TV Awards 1996 war die elfte ihrer Art. Bei der Verleihung werden immer Arbeiten des Vorjahres ausgezeichnet. In der Kategorie Most Performed Song from a Film werden die jeweiligen Songkomponisten ausgezeichnet, es kann hier also Abweichungen von den Soundtrackkomponisten geben.

## Preisträger

### BMI Film Music Award
- Die Brücken am Fluß von Lennie Niehaus
- Operation – Broken Arrow von Hans Zimmer
- Congo von Jerry Goldsmith
- Crimson Tide – In tiefster Gefahr von Hans Zimmer
- Stirb langsam: Jetzt erst recht von Michael Kamen
- Ein Geschenk des Himmels – Vater der Braut 2 von Alan Silvestri
- James Bond 007 – GoldenEye von Éric Serra
- Der dritte Frühling – Freunde, Feinde, Fisch & Frauen von Alan Silvestri
- Mortal Kombat von George S. Clinton
- Mr. Holland’s Opus von Michael Kamen
- Pocahontas von Alan Menken (Oscar als beste Filmmusik – Musical/Komödie 1996)
- Warten auf Mr. Right von Kenneth Edmonds
- Während Du schliefst von Randy Edelman

### Most Performed Song from a Film
- Batman Forever von Seal (für den Song Kiss from a Rose)
- Don Juan DeMarco von Michael Kamen (für den Song Have You Ever Really Loved a Woman) (Oscar-Nominierung als bester Song 1996)
- Warten auf Mr. Right von Kenneth Edmonds (für den Song Exhale (Shoop Shoop))

### BMI TV Music Award
- 20/20 von Robert Israel
- Hinterm Mond gleich links von Ben Vaughn
- Beverly Hills, 90210 von Gary S. Scott und Marty Davich
- Emergency Room – Die Notaufnahme von Marty Davich
- Frasier von Bruce Miller und Darryl Phinnessee
- Friends von Danny Wilde und Allee Willis
- Grace von Dennis C. Brown, John Lennon und Paul McCartney
- Melrose Place von Eddie Arkin
- Murphy Brown von Steve Dorff
- Die Nanny von Timothy Thompson
- New York Cops – NYPD Blue von Mike Post und Danny Lux
- Roseanne von W. G. Snuffy Walden
- Die Simpsons von Danny Elfman

### Richard Kirk Career Achievement Award
- Hans Zimmer